# Neriene digna
Neriene digna es una especie de araña araneomorfa del género Neriene, familia Linyphiidae. Fue descrita científicamente por Keyserling en 1886.
Habita en Canadá (Columbia Británica) y los Estados Unidos (California, Oregón, Washington, Alaska).